# Кайнар, Алиджан
Алиджан Кайнар (тур. Alican Kaynar; род. 30 октября 1988, Стамбул) — турецкий яхтсмен, соревнующийся в классе Финн. Член клуба «Фенербахче». Победитель этапа Кубка мира. Участник Олимпийских игр.

## Биография
Алиджан Кайнар родился 30 октября 1988 года. Кайнар изучает промышленную инженерию в университете Бахчешехир в Стамбуле.

## Карьера
Кайнар выступает за клуб «Фенербахче», где тренируется под руководством Мехмета Динчая.
В 2009 году Алиджан Кайнар принял участие в Евро-олимпийской неделе в Афинах, где занял восьмое место в соревнованиях в классе Финн. В том же году он завоевал серебро на турнире в Стамбуле. В 2010 году Кайнар завоевал золото на юниорском чемпионате Балкан в Бургасе. В 2011 году турецкий яхтсмен занял 14-е место на турнире в итальянской Гарде Expert Garda Week.
Он прошёл квалификацию на летние Олимпийские игры 2012 года в Лондоне в классе Финн. На Играх в Великобритании он занял 18-е место с 154 очками.
На чемпионате Европы в классе Финн 2013 года Алиджан Кайнар занял десятое место.
Кайнар также прошёл отбор на свои вторые в карьере Олимпийские игры 2016 года в Рио-де-Жанейро, где занял 13-е место.
Кайнар завоевал золото на Кубке мира в 2017 года во французском Йере.
Алиджан Кайнар получил право представлять свою страну в третий раз подряд на Олимпийских играх в 2020 году. Из-за коронавирусной пандемии Игры в Токио были перенесены на 2021 год. Перед Олимпиадой он занял пятое место на чемпионате Европы в Португалии.